# Coenonycha clementina
Coenonycha clementina är en skalbaggsart som beskrevs av Thomas Casey 1909. Coenonycha clementina ingår i släktet Coenonycha och familjen Melolonthidae. Inga underarter finns listade i Catalogue of Life.